# Salem's Lot (película)
Salem's Lot es una película estadounidense de terror sobrenatural y vampiros de 2024 escrita y dirigida por Gary Dauberman, basada en la novela de 1975 El misterio de Salem's Lot de Stephen King. La película está protagonizada por Lewis Pullman, Makenzie Leigh, Bill Camp, Pilou Asbæk, Alfre Woodard, Alexander Ward y William Sadler.
La trama se centra en un escritor que regresa a su ciudad natal de Jerusalem's Lot en busca de inspiración, sólo para descubrir la presencia de un vampiro. El largometraje es producida por New Line Cinema, Atomic Monster y Vertigo Entertainment y distribuida por Warner Bros. Pictures, que lo lanzará en una fecha no especificada en 2024.

## Premisa
Ben Mears es un escritor que regresa a la casa de su infancia, Jerusalem's Lot, en busca de inspiración, solo para descubrir que su ciudad natal está siendo atacada por un vampiro, lo que lo lleva a unirse con un grupo heterogéneo para luchar contra él monstruo .

## Reparto
- Lewis Pullman como Ben Mears [2]
- Makenzie Leigh como Susan Norton [3]
- Alfre Woodard como Dr. Cody [4]
- Guillermo Sadler [5]
- Bill Camp como Matthew Burke [3]
- Pilou Asbæk como Richard Straker [6]
- John Benjamin Hickey como el padre Callahan [7]
- Jordan Preston Carter como Mark Petrie [8]
- Spencer Treat Clark como Mike Ryerson [3]
- Nicolás Crovetti como Danny Glick [8]
- Cade Woodward como Ralph Glick [8]
- Alexander Ward como Kurt Barlow

## Producción
Salem's Lot es una adaptación de la novela de 1975 'Salem's Lot' de Stephen King . El largometraje de New Line Cinema se anunció en abril de 2019 cuando The Hollywood Reporter reveló que Gary Dauberman escribiría el guion y sería el productor ejecutivo y James Wan sería el productor. En una entrevista, se le preguntó a Dauberman si aplicaría el mismo enfoque de escritura que utilizó para It (2017) y It Chapter Two (2019), adaptaciones de la novela de King It, a lo que respondió: "Me gusta ser lo más fiel a la historia. lo mejor que puedo hasta que se vuelve demasiado difícil de manejar para una película".
En abril de 2020, Dauberman fue anunciado como director. En agosto de 2021, Lewis Pullman fue seleccionado para interpretar el papel principal de la película. En septiembre, la fotografía principal comenzó en Boston con el director de fotografía Michael Burgess. El rodaje en el estado de Massachusetts se llevó a cabo en Ipswich y las localidades de Sterling y Clinton, ambas dentro del condado de Worcester. La Biblioteca Pública de Princeton en Princeton, Massachusetts, también fue reservada como lugar de rodaje durante tres días.
Se realizaron fotografías adicionales a finales de mayo o principios de junio de 2022.

## Música
Durante la postproducción, se anunció que Nathan Barr y Lisbeth Scott habían escrito la música de la película.

## Estreno
Salem's Lot estaba originalmente programado para ser lanzado el 9 de septiembre de 2022, el fin de semana posterior al Día del Trabajo que había sido exitoso para los lanzamientos de terror anteriores del estudio, sin embargo no se llevó a cabo. También se programó para el 21 de abril de 2023, pero debido a retrasos en la posproducción relacionados con la pandemia COVID, perdió su fecha de lanzamiento ante Evil Dead Rise.
En octubre de 2023, se informó que Warner Bros. estaba buscando estrenar la película en Max, debido a que la huelga SAG-AFTRA de 2023 creó una "creciente necesidad de contenido de Max", aunque un portavoz no declaró ninguna decisión sobre los futuros planes de distribución de la película. En febrero de 2024, King elogió una vez más la película y cuestionó por qué todavía no había planes de estreno confirmados, afirmando que "no está seguro de por qué WB la está reteniendo; no es que sea vergonzoso ni nada por el estilo. Quién sabe". Al mes siguiente, Max debía lanzarlo en 2024.